# 烏茲別克性交易產業
賣淫，在烏茲別克不合法但普遍，特別是在首都塔什干，撒馬爾罕和費爾干納地區。自蘇聯解體以來，該國境內的賣淫活動有所增加。聯合國艾滋病規劃署估計該國有22,000名性工作者。由於貧困，許多婦女在烏茲別克斯坦賣淫。
但執法上不一致。一些警察會騷擾妓女並向他們勒索“保護費”。有時，妓女與警方合作以避免被捕。烏茲別克也是印度男人性旅遊的其中一個目的地。

## hiv
艾滋病毒在該國是一個問題，但真實的情況未知，因為烏茲別克政府操縱數字淡化這個問題。妓女是一個高風險群體，並被指責導致艾滋病毒感染率上升。2004年，在該國報告的11,000例艾滋病病例中，20％是性工作者。
客戶不願意使用安全套是另一問題。 聯合國艾滋病規劃署估計在付費性行為中使用安全套的比例為50％。 根據2009年的調查，95％的烏茲別克人移民到俄羅斯後召妓，有時這是無安全保護的性行為。有些人感染了艾滋病毒，然後在返回時將其傳染給烏茲別克妓女。

## 人口販運
烏茲別克斯坦是遭受性販運的婦女和兒童的來源國和目的地國。烏茲別克斯坦婦女和兒童在西亞（中東）、中亞、亞太地區和歐洲遭受性交易，也在妓院，俱樂部和私人住宅中進行性交易。
刑法第135條禁止性交易和強迫勞動，規定處以3至12年監禁的處罰。 政府報告稱，2016年調查的250起犯罪與性剝削有關。美國國務院監測和打擊人口販運辦公室將烏茲別克斯坦列為“第2級觀察名單”國家。